# 1616 en arts plastiques
| Années des arts plastiques : 1613 - 1614 - 1615 - 1616 - 1617 - 1618 - 1619    |
| Décennies des arts plastiques : 1580 - 1590 - 1600 - 1610 - 1620 - 1630 - 1640 |

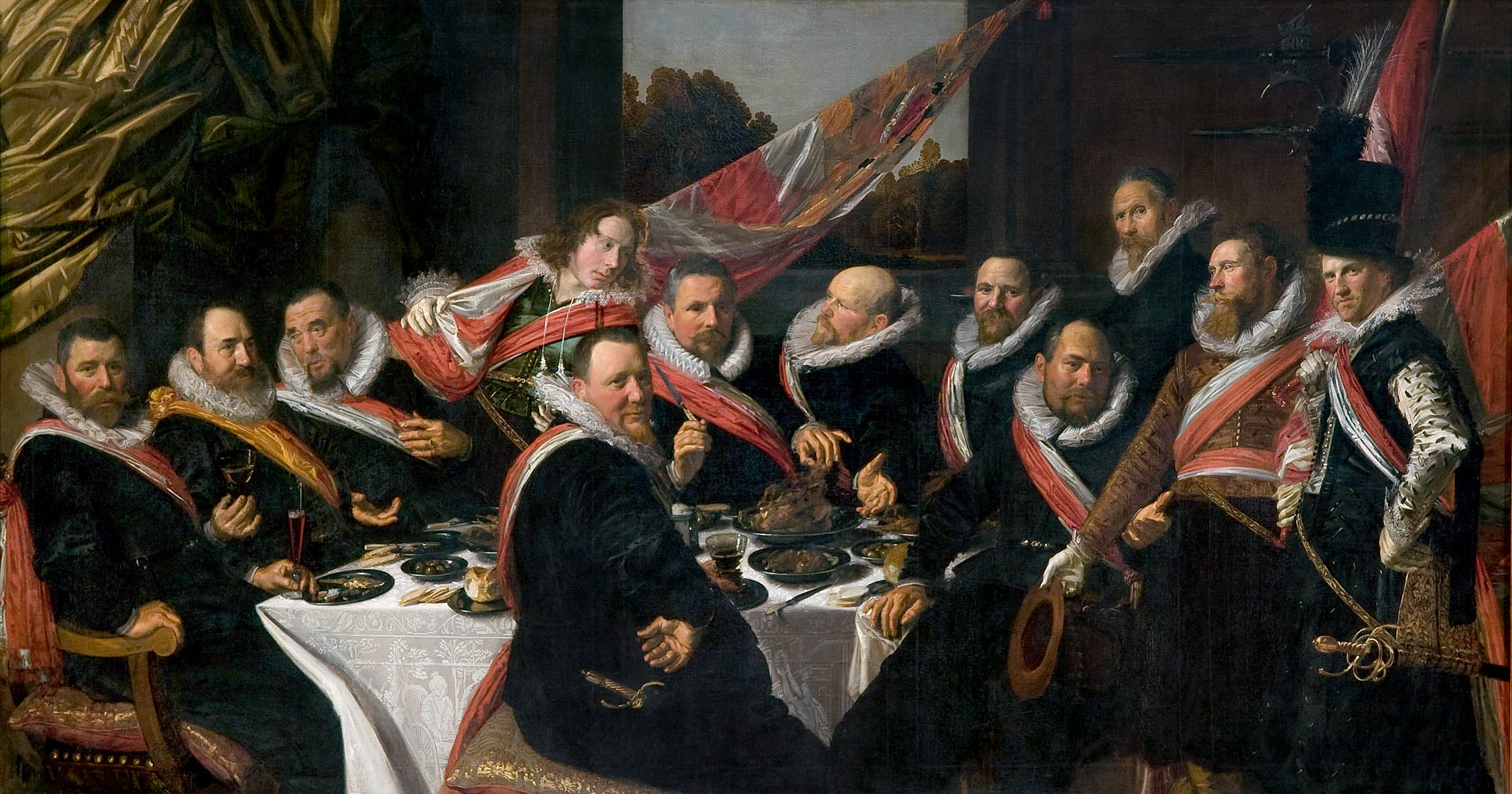
Le Banquet des officiers de Saint-Georges, de Frans Hals.

Cette page concerne l'année 1616 en arts plastiques.

## Œuvres
- La Chasse à l'hippopotame, huile sur toile de Pierre Paul Rubens

## Naissances
- 2 février : Sébastien Bourdon, peintre français († 8 mai 1671),
- 14 février : Marc Restout, peintre français († 3 avril 1684),
- 25 février : Isaac Luttichuys, peintre néerlandais († 6 mars 1673),
- 12 mai : Giovanni Bernardo Carbone, peintre baroque italien de l'école génoise († 11 mars 1683),
- 28 juin : Lucas Franchoys le Jeune, peintre et graveur flamand († 3 avril 1681),
- 24 juin : Ferdinand Bol, peintre, graveur et dessinateur néerlandais († 24 juillet 1680),
- 9 septembre : Nicolás de Villacis, peintre espagnol († 8 avril 1694),
- 14 septembre : Philips Angel I, peintre néerlandais († 22 octobre 1683),
- 19 novembre : Eustache Le Sueur, peintre et dessinateur français († 30 avril 1655),
- ? : 
  - Fan Qi, peintre de paysages chinois († 1694),
  - Francisco Gutiérrez Cabello, peintre espagnol († vers 1670),
  - Ludolf de Jongh, peintre néerlandais († 1679).

## Décès
- 14 janvier : Orazio Borgianni, peintre baroque italien (° 6 avril 1574),
- 8 août : Cornelis Ketel, peintre maniériste néerlandais (° 18 mars 1548),
- ? :
  - Jacques Bellange, peintre, dessinateur et aquafortiste lorrain (° vers 1575),
  - Raphaël Coxie, peintre de la Renaissance maniériste flamande (° 1540),
  - Frans Francken I, peintre flamand de l'École d'Anvers (° 1542),
  - Kanō Naizen, peintre japonaise de l'école Kanō (° 1570),
  - Rowland Lockey, peintre et orfèvre anglais (° 1565),
  - Matteo Pérez, peintre maniériste italien (° 1547),
  - François Quesnel, peintre et dessinateur français (° vers 1543),
- Entre 1616 et 1619 :
  - Gortzius Geldorp, peintre d’histoire et portraitiste flamand (° 1553).